# Lavaur (Dordogna)
Lavaur è un comune francese di 76 abitanti situato nel dipartimento della Dordogna nella regione della Nuova Aquitania.
Il territorio comunale è bagnato dalle acque del fiume Lémance.

## Società

### Evoluzione demografica
Abitanti censiti